# Russification
| |  |  |
| Russification de l'architecture polonaise. Façade du palais Staszic à Varsovie, avant 1890 (à gauche, sa reconstruction contemporaine), et après 1890. |  |  |

Le mot russification désigne plusieurs processus différents mais complémentaires, destinés à augmenter l’influence de la langue et de la culture russes. Cela se matérialise en l’occurrence par :
- l'adoption de la langue russe et, ou d'autres éléments de la culture russe (que cette adoption soit spontanée, volontaire ou imposée) par une communauté non russe ;
- l'influence du russe sur certaines langues slaves, baltes ou autres, parlées dans des régions contrôlées ou ayant été sous contrôle de la Russie, amenant à l'émergence dans ces langues de calques linguistiques du russe (« russismes »), voire de langues mêlées comme le trasianka en Biélorussie ou le sourjyk en Ukraine ;
- le changement de patronymes ou de toponymes dans les régions initialement non russes de l'Empire russe puis de l'URSS, comme Haydar Ali devenant Gaïdar Aliev ou Cetatea Albă devenant Belgorod-Dniestrovskyï ;
- les politiques démographiques, culturelles et économiques, tant officielles que non officielles de la Russie impériale et de l'Union soviétique à l'égard des différentes nations et minorités nationales qui les composaient, afin d'asseoir la domination russe (domaine qui inclut des déportations, des transferts par l'affectation professionnelle, le choix du russe comme seule langue de communication inter-ethnique, l'interdiction des symboles locaux, la promotion préférentielle de la culture russe, l'architecture…).

En politique, un des éléments de russification est la nomination de Russes aux postes clés de l'administration des institutions nationales. Dans le domaine de la culture, la russification passe d'abord par la domination du russe dans les échanges officiels, et sa prise d'ascendance sur les autres langues nationales. Les changements démographiques, avec notamment l'arrivée massive de populations russes (colonisation…) peuvent être considérés également comme des formes de russification.
Certains universitaires distinguent la russisation, soit le développement de la langue et de la culture russes, ainsi que l'installation de Russes dans des régions et des cultures non russes, de la russification, processus de changement d'identité ethnique, avec changements d'ethnonyme. En ce sens, la diffusion de la langue et de la culture russes, l'installation de Russes dans le cadre de la russification ne peut être assimilée aux effets d'un rayonnement culturel. Bien que la plupart des personnes confondent les deux notions, l'une ne mène pas forcément à l'autre, et ce dans les deux sens.

## Histoire
Les premières tentatives de russification eurent lieu durant le XVIe siècle dans les régions conquises du khanat de Kazan et d'autres zones auparavant sous contrôle des Tatars. Les principaux éléments constitutifs de cette tentative furent la christianisation des populations et l'usage du russe comme seule langue administrative.

## Pologne et Lituanie
| |  |  |
| Deux éditions du même livre de prière courant lituanien, le Auksa altorius (Autel d'or). Celui de gauche est une impression illégale en alphabet latin. Celui de droite, en cyrillique, a été imprimé avec le soutien financier du gouvernement. |  |  |

Durant le XIXe siècle, un des exemples les plus flagrants de russification fut le remplacement du polonais, du biélorusse et du lituanien par le russe dans les régions de la république des Deux Nations passées sous contrôle de l'Empire russe après les partitions de la Pologne successives. La russification s'intensifia après la révolte de 1831, et plus encore après le soulèvement de janvier en 1863. En 1864, le polonais et le biélorusse sont bannis des lieux publics. Dans les années 1880, le polonais est interdit dans les écoles et les bureaux du royaume du Congrès. L'étude et l'enseignement du polonais, ainsi que l'histoire du catholicisme, sont eux aussi interdits. Cela conduisit à la création d'un réseau souterrain d'enseignement polonais, dont la fameuse Université volante.
Le même genre d'enchaînement de faits se tint en Lituanie. Son gouverneur général, Mikhaïl Mouraviov-Vilenski, mena une politique linguicide en interdisant l'usage public du lituanien, et fit fermer les écoles lituaniennes et polonaises. Des maîtres ne parlant pas ces langues furent amenés d'autres parties de la Russie afin qu'ils enseignent aux enfants. Mouraviov interdit également l'usage des caractères latins et gothiques dans les publications. On rapportait que ce personnage déclara : « Ce que les fusils russes ne purent accomplir, les écoles russes le feraient » (« что не доделал русский штык — доделает русская школа »). Cette interdiction, qui ne fut levée qu'en 1904, fut contournée par les Knygnešiai, des contrebandiers de livres lituaniens.

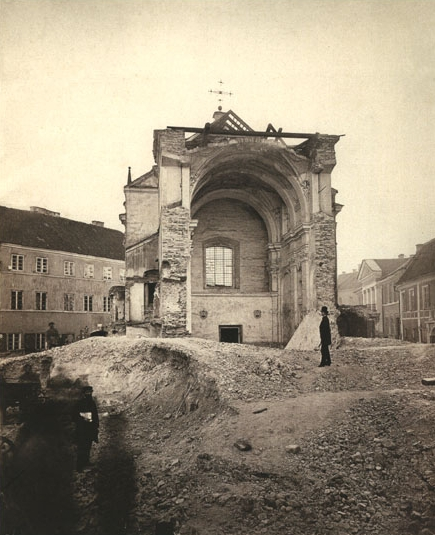
Démolition de l'église (catholique romaine) St-Joseph sur ordre des autorités, à Vilnius, en 1877.

Il s'agissait également de promouvoir la foi orthodoxe russe au détriment du catholicisme. Les mesures prises à cet égard allèrent de la fermeture de monastères catholiques à l'interdiction officielle d'édifier de nouvelles églises, en passant par l'attribution de nombreuses églises existantes au culte orthodoxe. On interdit également les écoles privées catholiques, en fondant des écoles publiques qui enseignaient uniquement la foi orthodoxe. Les prêtres n'avaient le droit de dire des sermons que si ceux-ci avaient été au préalable approuvés par les autorités. Les catholiques qui souhaitaient se marier avec un ou une orthodoxe devaient obligatoirement se convertir à la foi orthodoxe. Les nobles catholiques devaient payer un impôt supplémentaire, représentant 10 % de leurs revenus. On limita également la superficie de terres qu'un paysan catholique pouvait posséder. On adopta également le calendrier julien au lieu du calendrier grégorien.
Après les soulèvements, de nombreux manoirs et de grandes étendues de terres furent confisquées aux nobles d'ascendance polonaise ou lituanienne, accusés d'avoir soutenu la rébellion. Ces propriétés furent par la suite données ou vendues à des nobles russes. Les villages qui hébergeaient des partisans de la rébellion furent repeuplés par des Russes. L'université de Vilnius, où la langue d'enseignement demeurait le polonais, fut fermée en 1832. On interdit en Lituanie aux Lituaniens et aux Polonais l'exercice de fonctions dans les administrations publiques, y compris le rôle de professeur ou de médecin. On contraignit l'élite instruite lituanienne à partir exercer dans d'autres régions de l'Empire russe. L'ancien code civil fut démantelé et un nouveau, basé sur la loi russe, et écrit en russe, entra en vigueur. Le russe devint la seule langue administrative et juridique de la région. La plupart de ces restrictions et interdictions cessèrent au commencement de la guerre russo-japonaise, mais d'autres persistèrent. L'université de Vilnius ne rouvrit ses portes qu'une fois que la Russie eut perdu le contrôle de la ville, en 1919.
Autre exemple dans la région, l'oukase d'Ems de 1876 interdisait l'usage de l'ukrainien.

## Grand Duché de Finlande
La russification de la Finlande (1899-1905, 1908-1917, sortokaudet soit « temps d'oppression » en finnois) fut une politique gouvernementale officielle de l'Empire russe visant à supprimer définitivement l'autonomie de la Finlande.

## Russification de l'Ukraine
L'Ukraine a été conquise au XVIIIe siècle. C'est là que cette politique a perduré le plus longtemps et se poursuit dans les territoires ukrainiens ethniques rattachés à la Russie, ainsi que dans les territoires ukrainiens occupés par la Russie à ce jour. Elle se manifeste par la démolition de monuments, la destruction d'objets historiques ukrainiens et l'interdiction ou la restriction sévère de l'usage de la langue ukrainienne.

## Russification de la Biélorussie
En Biélorussie, cette politique a débuté à la fin du XVIIIe siècle et s’est avérée particulièrement destructrice. Conduisant la langue et la culture biélorusses à risquer l’extinction au XXIe siècle, selon l’UNESCO.

## Bessarabie
Annexée par l'Empire russe en 1812, la partie orientale de la principauté de Moldavie, alors appelée Bessarabie, voit son autonomie garantie en 1816, mais abolie en 1828. En 1829, l'usage du roumain est interdit dans l'administration, en 1833 dans les églises, en 1842 dans les établissements d'enseignement secondaire, et en 1860 dans les écoles primaires. Les autorités russes encouragèrent l'émigration ou déportèrent les Roumains vers d'autres provinces de l'empire (notamment au Kouban, au Kazakhstan et en Sibérie), tandis que d'autres groupes ethniques, notamment Russes et Ukrainiens (appelés au XIXe siècle « Petits Russes »), étaient invités à s'installer dans la région. Selon le recensement de 1817, la Bessarabie était peuplée à 86 % de Roumains, 6,5 % d'Ukrainiens, 1,5 % de Russes (Lipovènes) et 6 % issus d'autres groupes ethniques. Quatre-vingts ans plus tard, en 1897, la répartition ethnique avait sensiblement évolué, avec seulement 56 % de Roumains (désormais appelés Moldaves), mais 11,7 % d'Ukrainiens, 18,9 % de Russes et 13,4 % de personnes issues d'autres groupes ethniques. En quatre-vingts ans, la part de la population autochtone avait donc chuté de 30 %,,.

## Bloc de l'Est
Dans tous les pays du bloc de l'Est, les cours de russe, devenus obligatoires avec l'instauration de régimes communistes, furent accompagnés d'une promotion de la culture soviétique (plutôt que russe), donnée en exemple, et qui s'est souvent faite au détriment de la culture locale, jugée archaïsante et soigneusement expurgée de toute influence ouest-européenne (cosmopolite), philosophique (spéculations superflues) ou religieuse (aliénation), ainsi que de toute tentative de création artistique indépendante (art individualiste et décadent). Après 1965, cette promotion de la culture soviétique s'est atténuée, et l'enseignement du russe n'est resté obligatoire qu'en Bulgarie.

## En Union soviétique
Dans les zones sous contrôle soviétique en Asie centrale, dans le Caucase et dans le bassin de la Volga (y compris le Tatarstan), l'islamisation avait apporté l'alphabet arabe dans l'écriture des langues turques et du persan, mais peu de personnes étaient alphabétisées. Les autorités soviétiques des différentes RSS s'allient d'abord aux élites réformistes musulmanes dites "Djadids", qui voient dans la révolution une opportunité de mettre en œuvre leur projet modernisateur, initialement pensé dans une perspective anticoloniale et religieuse. Ces dernières mettent au point des alphabets latins, précédant l'alphabet turc. Toutefois, à la fin des années 1930, leur politique change lorsque le gouvernement turc prend ses distances avec l'URSS et se tourne délibérément vers l'Europe et rompent avec les élites réformatrices, purgées de l'appareil des partis d'Asie centrale et physiquement liquidées. En 1939-1940, les autorités centrales du Parti décident qu'un certain nombre de ces langues (dont le tatar, le kazakh, l'ouzbek, le turkmène, le tadjik, le kirghiz, l'azéri et le bachkir) devraient dorénavant s'écrire avec l'alphabet cyrillique. Ce changement est effectué sous prétexte qu'il était le fruit de « demandes de la classe ouvrière ». Il semble plus probable que ce changement ait fait partie du lot de décisions qui aboutit également en 1938 à la réglementation selon laquelle chaque écolier d'Union soviétique devait pouvoir lire l'alphabet cyrillique, véhicule de la « langue de communication inter-ethnique de l'Union » (язык межнационального общения) : le russe.

### Du début des années 1920 au milieu des années 1930: l'«indigénisation»
Les premières années de la politique des nationalités soviétiques, entre le début des années 1920 et le milieu des années 1930, furent placées sous le signe de l'indigénisation (korenizatsia), période durant laquelle le nouveau régime soviétique adopta une politique d'« égalité entre nations cohabitantes » stoppant la russification des populations non russes. Lorsque le régime tenta d'établir son contrôle sur toute l'étendue de l'ancien Empire russe, il tenta de constituer des entités administratives régionales, recrutant pour l'occasion des non-russes pour les postes à responsabilités, et promouvant l'usage des langues non-russes dans les administrations gouvernementales, les tribunaux, l'enseignement et les médias. Le slogan alors en usage était que les cultures locales devaient être « socialistes dans leurs contenus mais nationales dans leurs formes » : les populations frontalières comme les Caréliens ou les Moldaves étaient alors reconnues respectivement comme finnoises ou roumaines et leurs républiques autonomes devaient jouer le rôle de « préfiguration de la Finlande socialiste » ou de la « Roumanie socialiste » conformément aux projets du Parti communiste, pour obtenir une société communiste mondiale (le blason de l'URSS symbolisant ce projet). Le gouvernement pouvait alors compter sur la participation active et le charisme de personnalités issues des nationalités indigènes, qui toutefois agissaient alors dans leur langue locale.

### De la fin des années trente à la fin de la guerre: le russe mis en exergue
Les premières mesures de la politique des nationalités avaient cela de commun avec celles qui suivirent : elles avaient pour but d'assurer le contrôle du Parti communiste sur la totalité des aspects de la vie politique, économique et sociale des habitants de l'Union soviétique. La politique soviétique initiale de promotion de ce que des universitaires qualifièrent par la suite de « particularisme ethnique » ou encore de « plurinationalité institutionnalisée » avait toutefois deux visées. D'une part, il s'agissait de contrer le chauvinisme russe en réservant une place aux langues et cultures non russes dans l'Union soviétique nouvellement constituée. D'autre part, c'était un moyen d'éviter la formation d'alternatives politiques sur une base nationale, comme le panislamisme ou le panturquisme. Afin d'atteindre ces objectifs, le régime eut recours à ce qui peut être considéré par certains comme la mise en valeur de différences relativement artificielles entre les différentes composantes des groupes ethniques et leurs différentes langues, plutôt que de promouvoir leur regroupement au sein de grandes entités régionales dont les langues sont apparentées, notamment autour des langues turques, ou d'autres familles de langues.
La politique des nationalités en Union soviétique chercha durant ces premières années à évincer ces deux tendances, en laissant une modique autonomie culturelle aux nationalités non russes au sein du système fédéral ou des institutions gouvernementales, tout en montrant que le Parti était monolithique et non fédéral. Le système fédéral conférait alors les plus hautes responsabilités aux républiques de l'union, et les postes secondaires aux représentants des républiques autonomes, des provinces autonomes et des okrougs autonomes. Au total, ce sont environ cinquante nationalités qui avaient leurs représentations au sein du système fédéral, que ce soient via des républiques, des provinces ou des okrougs autonomes. Le fédéralisme et les dispositions relatives à l'enseignement des langues locales firent qu'un grand nombre de personnes non russes se trouva dès lors fortement marqué par leur culture et leur ethnie, et de ce fait s'identifiaient fortement à un territoire en particulier de l'Union soviétique.
Il y eut toutefois un changement notable de la politique à la fin des années 1930. Les purges avaient déjà commencé dans certaines régions (notamment en Ukraine) dès le début des années 1930. Avant de faire machine arrière en Ukraine en 1933 (des suites de l'Holodomor), celle qui eut lieu en 1929 en RSS de Crimée eut pour conséquence l'éviction de Veli Ibrahimov et de son entourage politique. Cette décision avait pour motivation la « déviance nationaliste » présumée du personnage, et mena à la « russianisation » du gouvernement, de l'éducation et des médias dans cette RSS. En outre, on créa à cette occasion un alphabet spécial pour le tatar de Crimée, afin de remplacer l'alphabet latin préexistant. À cette époque, des deux dangers identifiés par Staline en 1923, le nationalisme bourgeois (en fait le nationalisme local) devenait la plus grande menace, face au Grand chauvinisme russe. En 1937, Faïzoulla Khodjaïev et Akmal Ikramov furent à leur tour remplacés à la tête de la RSS d'Ouzbékistan et en 1938, durant le troisième procès de Moscou, ils furent condamnés puis exécutés pour avoir participé à des activités nationalistes antisoviétiques.
La langue russe prit une place de plus en plus importante dans la vie quotidienne des citoyens soviétiques. En 1938, le russe devint une matière obligatoire dans toutes les écoles soviétiques, y compris celles dans lesquelles les langues non russes demeuraient la langue d'enseignement d'autres matières (mathématiques, sciences physiques ou sociales). En 1939, les langues non russes qui avaient bénéficié jusqu'alors d'une transcription garantie en alphabet latin reçurent de nouveaux alphabets basés sur le cyrillique. Une raison rationnellement invoquée pour justifier ces décisions fut l'approche de la guerre, sachant que la langue de commandement dans l'Armée rouge était le russe.
Juste avant et pendant la Seconde Guerre mondiale, Staline déporta (par des transferts de populations) vers l'Asie centrale et la Sibérie des nations entières, par crainte qu'elles ne favorisent la Wehrmacht : très visible aveu d'impopularité pour le régime. Suspects par avance de collaborationnisme, les Allemands de la Volga, les Tatars de Crimée, les Tchétchènes (en 1944), les Ingouches (en 1944 également), les Balkars, les Kalmouks et d'autres encore furent déportés, pour la plupart, dans les zones désertiques du Kazakhstan. Peu après la guerre, il fit encore déporter de nombreux Ukrainiens, Moldaves et ressortissants des Pays baltes vers la Sibérie.
Après guerre, le rôle prépondérant des Russes dans la famille des nations et des nationalités soviétiques fut toujours plus encouragé par Staline et ses successeurs. Cette volonté fut clairement soulignée par l'allocution prononcée par Staline le jour de la Victoire, en mai 1945 :

« Je voudrais porter un toast à la santé de notre peuple soviétique et, avant tout, au peuple russe. »

« Je bois, avant tout, à la santé du peuple russe, car dans cette guerre, il a gagné la reconnaissance générale comme étant la puissance motrice de l'Union soviétique, parmi toutes les nationalités de notre pays. »

En citant la nation russe comme étant première parmi les pairs, Staline faisant un virage à 180 degrés par rapport à sa déclaration prononcée vingt ans plus tôt, lors du lancement de la politique d'indigénisation, où il disait que « la première tâche à accomplir par le Parti communiste [serait] de combattre vigoureusement les réminiscences du chauvinisme grand-russe ». Bien que la littérature officielle concernant les nationalités et l'usage des langues nationales continua de parler durant les années qui suivirent de 130 langues égales en Union soviétique, une sorte de hiérarchie fut avalisée dans la pratique, dans laquelle certaines nationalités et certaines langues reçurent des attributions spéciales ou considérées comme ayant des avenirs à long terme différents.
À titre d'exemple, après l'annexion en 1940 par l'Union soviétique et la création de la RSS de Moldavie, l'identité régionale locale moldave, jusque-là incluse dans l'ensemble plus vaste des roumanophones, est promue au rang d'identité ethnique et nationale « différente des Roumains » avec, pour leur langue, l'adoption d'un alphabet cyrillique (toujours en usage, en 2018, dans la république moldave du Dniestr). L'URSS déporte aussi les « Moldaves », reprenant, en plus efficace (grâce au chemin de fer et à la motorisation) la politique des tsars en Bessarabie.

### De la fin des années 1950 aux années 1980: une «russianisation» poussée

#### La réforme de l'éducation 1958-59: les parents choisissent la langue d'enseignement
Une analyse des éditions de manuels scolaires montre que l'enseignement était rendu possible durant au moins un an et au moins au niveau du cours préparatoire, en 67 langues, parmi les 134 dénombrées en 1940. Les réformes éducatives entreprises après l'accession de Nikita Khrouchtchev au poste de Premier Secrétaire du Parti Communiste à la fin des années 1950 initièrent un processus de remplacement des écoles non russes par des écoles russes, ce d'abord pour les nationalités ayant un faible statut dans le système fédéral, pour celles peu nombreuses ou encore celle faisait déjà montre d'un bilinguisme relativement répandu. Initialement, ce processus fut orchestré par le principe du « choix parental volontaire ». Mais d'autres facteurs entrèrent également en jeu, dont notamment la taille et l'ancien statut politique du groupe ethnique dans la hiérarchie fédérale soviétique ainsi que le bilinguisme régnant éventuellement chez les parents. Au début des années 1970, les écoles enseignant dans des langues non russes le faisaient en 45 langues, et sept autres langues indigènes pouvaient être étudiées durant au moins une année scolaire. En 1980, l'instruction était possible en 35 langues non russes pour les citoyens de l'Union soviétique, soit la moitié de ce qui était possible au début des années 1930.
De plus, dans la plupart de ces langues, l'enseignement n'y était pas possible durant la totalité des dix années de scolarité. Par exemple, dans la RSFSR pour l'année 1958-1959, la scolarité complète de dix n'était possible qu'en trois langues, le russe, le tatar et le bashkir. Pour certaines nationalités, aucune scolarité n'était possible dans leur langue maternelle. En 1962-1963, parmi les nationalités non russes indigènes en RSFSR, tandis que 27 % des enfants des classes 1 à 4 (école primaire) étudiaient dans des écoles russes, 53 % de ceux des classes 5 à 8 (soit au collège) étudiaient dans des établissements d'enseignement russophones, et on passait à 66 % des étudiants en classes 9 et 10. Bien que de nombreuses langues non russes restaient accessibles comme éventuel sujet d'étude dans l'enseignement supérieur (dans certains cas tout au long du secondaire, jusqu'en 10e), le choix des langues d'enseignement se réduisit plus rapidement encore après les réformes de Khrouchtchev.
La pression exercée afin que le russe devienne la principale langue d'enseignement était plus forte dans les aires urbaines. Par exemple, pour l'année 1961-1962, seuls 6 % des jeunes Tatars de la Volga vivant dans les zones urbaines allaient en cours dans des classes en tatar. De même, au Daghestan en 1965, les écoles enseignant dans les langues indigènes n'existaient que dans les zones rurales. Cette situation était fréquente dans les autres républiques de l'union. En Biélorussie et en Ukraine, l'enseignement dans les zones urbaines était là aussi fortement « russianisé ».

#### La doctrine rattrape la pratique:sblijenié-slianié(rapprochement et fusion des nations)
La maîtrise de l'importance du fédéralisme et des langues non russes avait toujours été un outil stratégique visant à l'expansion et au maintien de l'hégémonie du Parti communiste. D'un point de vue théorique, toutefois, la doctrine officielle du Parti voulait l'effacement des différences nationales et la disparition des nationalités en tant que telles. Dans la ligne directrice officielle du Parti, comme cela avait été défini dans le troisième programme du PCUS par Nikita Khrouchtchev lors du 22e congrès du PCUS de 1961, tandis que le programme constatait que les distinctions ethniques pouvaient être amenées à disparaître au sein de l'Union soviétique, et qu'un seul idiome, une sorte de lingua franca, serait amené à être utilisé par l'intégralité des nationalités d'Union soviétique. « L'effacement des différences nationales, et notamment de celles d'ordre linguistique, est un processus considérablement plus étalé dans le temps que l'effacement des différences de classes ». À cette époque toutefois, les nations et nationalités soviétiques subissaient une double procédure, visant d'une part à la mise en valeur des identités nationales et d'autre part à leur rapprochement (сближение, sblijenié) dans une union plus forte. Dans son Rapport au Congrès sur le Programme, Khrouchtchev utilisa même des termes plus forts : il indiquait que cette procédure de rapprochement (sblijenie) en de plus grandes unités nationales pourrait vraisemblablement mener à la fusion (слияние, slianié) de ces nationalités.
La portée de la locution « rapprochement-fusion » (sblijenié-slianié) formulée par Khrouchtchev fut légèrement infléchie toutefois lorsque Léonid Brejnev le remplaça au poste de Secrétaire général du Parti communiste en 1964 (poste qu'il conserva jusqu'à sa mort en 1982). Brejnev affirmait que la sblijenié permettrait d'aboutir à terme à une « unité » complète (единство, iedinstvo) des nationalités. Le terme d'« unité » était relativement ambigu puisqu'il pouvait signifier aussi bien le maintien d'identités nationales distinctes au sein de l'Union soviétique, avec toutefois de plus fortes similitudes et de plus grands rapprochements entre elles, que signifier la disparition totale des différences ethniques. Dans le contexte politique de l'époque, la sblijenié-iedinstvo était considérée comme un assouplissement du processus de russification tel que conçu sous l'ère Khrouchtchev et son concept de slianié. Lors du 24e Congrès du Parti en 1974, toutefois, il fut évoqué le fait qu'un nouveau « peuple soviétique » (Советский народ) était en train de se constituer sur le territoire de l'URSS, peuple doté d'une langue commune – la langue de la « nation soviétique » – qui n'était autre que le russe, dénomination cohérente avec le rôle que le russe tenait déjà sur le territoire parmi les nations sœurs de l'Union soviétique. Cette nouvelle communauté était qualifiée de peuple (народ, narod), pas de nation (нация, natsia) ; mais dans ce contexte, narod impliquait une communauté ethnique, pas seulement une communauté à caractère politique ou civique.
Ainsi, jusqu'à la fin de l'ère soviétique, il fut fait usage d'un certain rationalisme doctrinal pour ce qui concernait certaines étapes de la mise en pratique des décisions politiques, dans les domaines de l'éducation et des médias. Tout d'abord, la transformation de nombreuses « écoles nationales » (национальные школы) en établissements enseignant en russe, accélérée sous Khrouchtchev à la fin des années 1950, fut poursuivie durant les années 1980. Ensuite, la nouvelle doctrine fut utilisée pour justifier la place prépondérante du russe comme « langue de communication de l'internationalité » (язык межнационального общения) en URSS. L'usage du terme « internationalité » (межнациональное) plutôt que le plus conventionnel « international » (международное) mettait en exergue le rôle interne du russe, plutôt que son utilisation comme langue d'échange international. Le fait que le russe ait été la langue la plus répandue, et celui qui mettait en avant le fait que les Russes étaient les plus nombreux dans le pays ont également été largement exploités pour justifier la place du russe au sein du gouvernement, de l'éducation et des médias.
Lors du 27e Congrès du PCUS en 1986, présidé par Mikhaïl Gorbatchev, le 4e Programme du Parti réitérait les formules présentées dans le Programme précédent :

« Les caractéristiques marquant les relations inter-nationales dans notre pays continuent à être à la fois la mise en valeur des nations et des nationalités, et leur rapprochement fort et volontaire sur une base d'égalité et de coopération fraternelle. Aucune poussée artificielle ni contrainte des tendances objectives de développement ne sont admissibles ici. Dans une perspective historique à long terme, ce développement mènera à l'unité complète des nations[…] »

« Les droits égaux de chacun des citoyens de l'URSS à utiliser leur langue maternelle et le développement libre de ces langues seront eux aussi assurés à l'avenir. Tout en apprenant le russe, qui a été volontairement accepté par le peuple soviétique comme moyen de communication entre les différentes nationalités, en plus de la langue de la nationalité de chacun, augmente l'accès de chacun aux découvertes de la science et de la technologie et à la culture soviétique et mondiale. »

### Russification linguistique et ethnique

#### Les progrès de la russification
- Russe
- Ukrainien
- divers

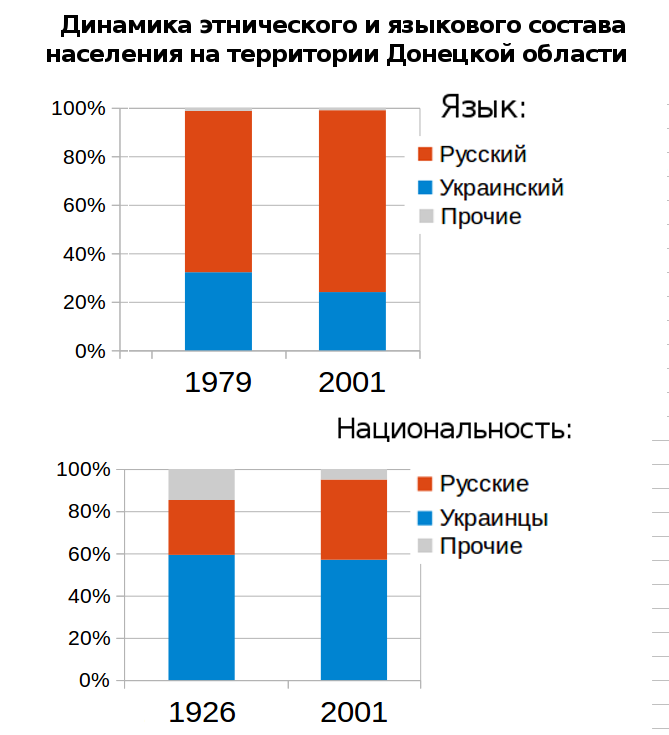
Le processus de russification dans l’oblast de Donetsk : les deux colonnes du haut donnent les évolutions linguistiques ; celles du bas, la composition nationale.
Russe
Ukrainien
divers
(selon les recensements officiels de 1897, de 1926 et de 2001).

Les progrès réalisés par le russe comme seconde langue et la relégation graduelle des autres langues ont été suivis par les recensements soviétiques. Les recensements de 1926, 1937, 1939 et 1959 incluaient un item sur la « langue maternelle » (родной язык) et un sur la « nationalité. » Ceux de 1970, 1979 et 1989 en ajoutèrent portant sur les « autres langues des peuples de l'URSS » qu'une personne pouvait « maîtriser librement » (свободно владеть). Le but explicite de cette nouvelle série de questions portant sur la « deuxième langue » était de contrôler la diffusion du russe comme langue de communication de l'internationalité.
On considérait chacune des patries officielles de l'Union soviétique comme le territoire unique, invariable et perpétuel d'une entité nationale, de sa langue et de sa culture, tandis que le russe était considéré comme la langue de communication interethnique pour l'intégralité de l'Union soviétique. De ce fait, durant la plus grande partie de l'ère soviétique, et en particulier après la politique d'indigénisation qui fut stoppée à la fin des années 1930, les écoles non russophones n'étaient pas d'égal accès en dehors du territoire de leur ethnie respective, défini par des unités administratives basées sur les aspects ethniques ; il en allait de même pour tout ce qui concernait les institutions culturelles. Parfois, des exceptions apparurent des suites de rivalités ethniques puisant leurs sources dans l'Histoire, ou dans le cas de vieilles tentatives d'assimilation entre de groupes ethniques non russe, comme entre les Tatars et les Bashkirs en Russie, et parmi les principales nationalités d'Asie centrale. Par exemple, même durant les années 1970, la scolarité était possible en six langues différentes en Ouzbékistan : russe, ouzbek, tadjik, kazakh, turkmène et karakalpak.
Même si, officiellement, toutes les langues étaient égales et avaient donc le même statut, on pouvait observer que dans la plupart des RSS, dans la pratique, le bilinguisme russe/langue locale était « asymétrique », comme en Inde : alors que les autochtones apprenaient le russe, les immigrants russes ou russophones n'apprenaient que rarement la langue locale.
De plus, de nombreux non Russes vivant en dehors de leur unité administrative d'origine avaient tendance à se russifier du point de vue linguistique, c'est-à-dire que non seulement ils apprenaient le russe comme deuxième langue, mais encore ils l'utilisaient dès lors comme langue de tous les jours, comme langue maternelle – bien que certains aient conservé malgré tout le sens de leur identité ethnique ou de leurs origines, même après avoir changé de langue maternelle. Cela inclut aussi bien les communautés installées historiquement (i.e. les Lituaniens au nord-ouest de la Biélorussie ou dans l'oblast de Kaliningrad que celles étant apparues durant l'ère soviétique - du fait des déplacements de population (i.e. les Ukrainiens ou les Biélorusses employés au Kazakhstan ou en Lettonie, dont les enfants allaient dans des écoles russophones, et qui du coup avaient le russe comme langue maternelle. Par exemple, c'était le cas pour 57 % des Ukrainiens d'Estonie, 70 % des Biélorusses d'Estonie et 37 % des Lettons d'Estonie (chiffres du dernier recensement soviétique de 1989). De même, le russe remplaça progressivement le yiddish et d'autres langues juives dans les communautés juives de l'Union soviétique.
Autre cause du mélange des nationalités et de l'augmentation de la pratique de la langue russe : les mariages interethniques, menant à une russification familiale. Les personnes issues de ces mariages étaient encouragées à se définir comme Russes, que l'un des parents l'ait été ou non. Par exemple, la majorité des enfants nés d'une union entre Russes et Ukrainiens au nord du Kazakhstan, choisissait la nationalité russe sur leur passeport international à 16 ans. Durant les dernières décennies de l'Union soviétique, la russification ethnique (ou assimilation ethnique) fut très rapide au sein de certaines nationalités, notamment chez les Caréliens et les Mordves. Ce processus n'était pas général, ni uniforme : chez les enfants nés d'une union entre Russe et Estonien, vivant à Tallinn, capitale de l'Estonie, ou issus d'un couple russo-letton vivant à Riga, capitale de la Lettonie, ou encore chez un russo-lituanien vivant à Vilnius, capitale de la Lituanie, beaucoup choisirent la nationalité de leur parent non russe. De manière générale, les effets de la russification linguistique et ethnique sont complexes et ne peuvent être interprétés à partir d'un simple facteur, comme la politique de l'éducation. Il faudrait également croiser les observations avec des caractéristiques comme les cultures traditionnelles ou la religion du groupe ethnique étudié, leur taux d'urbanisation, leur contact et leur exposition au russe, etc.

#### Résistances à la russification
L'usage de marqueurs nationaux sur les documents officiels, pratiqué de longue date, fut probablement plus qu'un facteur anecdotique retardant le processus de russification ethnique. Par exemple, la « nationalité » des citoyens de l'Union soviétique était inscrite sur leur passeport interne à l'âge de 16 ans, et dépendait principalement de la nationalité des parents. Seuls les enfants issus de mariages mixtes pouvaient choisir leur nationalité parmi celles des parents. De plus, une nationalité était inscrite sur le dossier scolaire, sur le certificat de service militaire (pour les hommes), et sur les carnets de travail. Bien que la question de la nationalité à l'occasion des recensements ait été considérée comme étant purement subjective et non définie par celle, officielle, inscrite sur le passeport, la définition de la nationalité officielle sur autant de documents officiels pourrait bien avoir renforcé les identités non russes. Dans certains groupes, comme chez les Juifs, l'usage ambigu d'une telle nationalité officielle sur les documents d'identité fut considérée comme une marque de discrimination à leur encontre.
Autre facteur ayant également joué en faveur d'un relâchement de la russification ethnique, la fin des années 1960 vit le flot migratoire de Russes s'installant dans les RSS non russes s'amoindrir, avant que la balance ne s'inverse. Il y eut une forte émigration des Russes depuis l'Arménie et la Géorgie, bien que le nombre de Russes présents dans ces deux RSS ait continué à augmenter durant cette période, du fait de l'accroissement naturel). En Asie centrale, les années 1970 ne montrèrent pas de tendance nette, mais la décennie suivante fut marquée par une forte émigration russe. Dans les RSS baltes et dans l'ouest soviétique (Ukraine, Biélorussie et Moldavie), la tendance à l'émigration des Russes ne fut vraiment perceptible que dans les années 1980. De plus, du fait d'une différence du taux de fécondité au sein des différentes nationalités, la proportion de Russes dans la population tomba jusqu'à ne représenter que 51 pour cent lors du recensement de 1989. Durant la décennie précédente, les Russes ne représentaient que 33 % de l'augmentation de la population soviétique. Si ces tendances s'étaient prolongées et si l'Union soviétique n'avait pas disparu, la population russe serait devenue minoritaire dans la population soviétique au tournant du XXIe siècle.
Des ethnonymes péjoratifs et argotiques désignent en Europe centrale et orientale les Russes : Katsap et moskal, et leurs variantes.

## La dérussification
Après la dislocation de l'Union soviétique, un vaste mouvement de réhabilitation des identités locales et de « dérussification » eut lieu dans la plupart des républiques non russes, qui promurent leurs symboles nationaux interdits au rang de symboles de souveraineté et leur langue locale au rang de « langue de communication interethnique », le russe cessant d'être la lingua franca (en russe язык межнационального общения, iazyk mejnatsionalnogo obchtchenia), ce qui, en pratique, obligeait les colons russophones à apprendre la langue du pays ou à devenir des citoyens de seconde zone, mouvement inverse de celui pratiqué du temps de l'Empire russe puis de l'Empire soviétique dans les différents pays sattelites. Patronymes et toponymes retrouvèrent leurs formes locales. Toutefois, le russe est resté seconde langue officielle en Biélorussie, en Crimée ukrainienne, au Kazakhstan et au Kirghizistan. Les patronymes des cinq républiques d'Asie centrale (Kazakhstan, Kirghizistan, Ouzbékistan, Tadjikistan et Turkménistan) et de l'Azerbaïdjan ne furent pas dérussifiés ; le cyrillique resta l'alphabet en vigueur non seulement en Asie centrale, mais aussi en Mongolie. En fait, sur le plan géopolitique, malgré les tentatives de la Révolution orange en Ukraine et du gouvernement de Mikheil Saakachvili en Géorgie, seuls les trois pays baltes (Estonie, Lettonie et Lituanie qui ont rejoint l'Union européenne et l'OTAN) sont sortis de la sphère d'influence russe jusqu'en 2014.
Néanmoins, à la suite des événements de l'Euromaïdan en 2013, suivi de l'annexion illégale de la Crimée par la Russie en février 2014, un recul net de l'influence russe se manifeste désormais en Ukraine, amplifié par l'intensification de la guerre russo-ukrainienne à partir du février 2022,. Ces évènements s'accompagnent notamment d'une chute drastique de la pratique du russe en Ukraine par la population, mouvement en profonde accélération. Elle se double également d'un recul des marqueurs culturels russe, qui touche en particulier les œuvres artistiques et littéraires (dont certaines sont déréférencées dans les bibliothèques), mais aussi le paysage mémoriel, qui connaît un mouvement de décommémoration (déboulonnage de statues comme celle du poète Alexandre Pouchkine, jugé partisan de l'impérialisme russe, ou modification de noms de rues). La pratique de l'ukrainien s'apparente pour la population ukrainienne à un acte de résistance nationale et d'affirmation de son identité,,.

## Aujourd'hui
Le russe reste, officiellement ou officieusement, la langue de communication interethnique, du commerce et des affaires dans toutes les républiques de l'ancienne URSS, à l'exception des trois républiques baltes. En Biélorussie et au Kirghizistan, le russe est seconde langue officielle ; au Kazakhstan et en Moldavie son statut officiel est celui de « langue de communication interethnique » ce qui en pratique dispense les russophones de ces états de connaître les langues officielles de leurs pays. En Ukraine, il s'agissait de l'un des points chauds en discussion lors de l'élection présidentielle de 2004 : Viktor Ianoukovytch était favorable à l'adoption du russe comme seconde langue officielle, tandis que son rival Viktor Iouchtchenko s'y opposait.
En république autonome de Crimée le russe était langue officielle dès avant l'annexion de ce territoire par la Russie en 2014. Dans le reste de l'Ukraine, malgré la politique officielle du gouvernement ukrainien, le russe reste largement utilisé à la télévision et reste la langue majoritairement parlée dans l'Est et le Sud du pays. La situation est identique au Kazakhstan à ceci près que le russe est largement majoritaire dans la moitié nord du pays. En Ukraine comme au Kazakhstan, de manière moins vigoureuse toutefois dans ce dernier, il y a eu des tentatives pour que la langue locale devienne la langue en usage dans la presse et à la télévision mais ces initiatives n'ont rencontré qu'un succès limité. En Biélorussie, les mêmes tentatives s'arrêtèrent en 1994, lors de l'accession au pouvoir de Alexandre Loukachenko ; depuis, la plupart des échanges et des écrits dans l'administration, l'éducation et la juridiction se font en russe.
En Russie même, la république du Tatarstan a tenté en 1991 de passer à l'alphabet latin tatar, mais l'alphabet cyrillique ayant entre-temps été seul autorisé pour les langues officielles de Russie, elle a dû y renoncer.